# شجاعت (فیلم ۲۰۰۹)
شجاعت (به تامیلی: Peranmai) فیلمی است محصول سال ۲۰۰۹ و به کارگردانی اس.پی. جاناتان است. در این فیلم بازیگرانی همچون جایام راوی، سارانیا ناگ، سای دنشیکا، واسوندارا کاشیاپ، وارشا آشواتی، لیاسری، رولاند کیکینگر، پونوانان، وادیولو و اورواشی ایفای نقش کرده‌اند.